# ويل كالدويل
ويل كالدويل (بالإنجليزية: Will Caldwell)‏ هو لاعب اتحاد الرغبي أسترالي، ولد في 17 أغسطس 1982 في نيوساوث ويلز في أستراليا.

## وصلات خارجية
- ويل كالدويل عل موقع إسبنسكروم (الإنجليزية)
- ويل كالدويل على موقع ItsRugby.co.uk (الإنجليزية)